# Dan Niculescu (1953)
Dan Niculescu (Bucarest, 14 marzo 1953) è un ex cestista rumeno.

## Carriera
Con la Romania ha disputato cinque edizioni dei campionati europei.